# Сидорчук, Евгения Филипповна
Евгения Филипповна Сидорчук — советский хозяйственный, государственный и политический деятель, Герой Социалистического Труда.

## Биография
Родилась в 1929 году в деревне Обухово. Член КПСС.
С 1945 года — на хозяйственной, общественной и политической работе. В 1945—1984 гг. — колхозница-свекловод в полеводческой бригаде, звеньевая, телятница фермы колхоза «Путь к коммунизму» Скидельского района Гродненской области Белорусской ССР.
Указом Президиума Верховного Совета СССР от 18 января 1958 года за выдающиеся успехи, достигнутые в деле развития сельского хозяйства по производству зерна, картофеля, льна, мяса, молока и других продуктов сельского хозяйства, и внедрение в производство достижений науки и передового опыта присвоено звание Героя Социалистического Труда с вручением ордена Ленина и золотой медали «Серп и Молот».
Избиралась депутатом Верховного Совета Белорусской ССР 5-го созыва. Делегат XXI съезда КПСС.
Живёт в селе Обухово Гродненского района.